# Ambrogio Bessi
Ambrogio Bessi (Umago, 1º luglio 1915 – Trieste, 12 agosto 1997) è stato un cestista italiano.

## Carriera
Ha esordito con la maglia della nazionale italiana di pallacanestro alle Olimpiadi 1936, il 13 agosto in occasione della sconfitta per 14-32 contro le Filippine. In totale, ha disputato con gli azzurri 21 presenze segnando 20 punti. Ha chiuso con gli azzurri nel 1941.
Ha preso parte con la maglia della nazionale anche agli Europei di Riga nel 1937.
Ha vinto anche due campionati italiani con la Ginnastica Triestina, nel 1939-40 e nel 1940-41.
Disputò una stagione alla Virtus nel 1938/39(In prestito dalla Ginnastica Triestina).
Chiuse con gli Azzurri nel 1941.

## Palmarès
- Campionato italiano: 2

Ginnastica Triestina: 1939-40, 1940-41